# 여인들의 섬
여인들의 섬은 한국에서 제작된 하륜 감독의 1989년 영화이다. 성미희 등이 주연으로 출연하였고 임성복 등이 제작에 참여하였다.

## 출연
- 성미희
- 최기호
- 박용하

## 제작진
- 조명: 장기종
- 녹음: 유창국